# کتری آتشفشانی

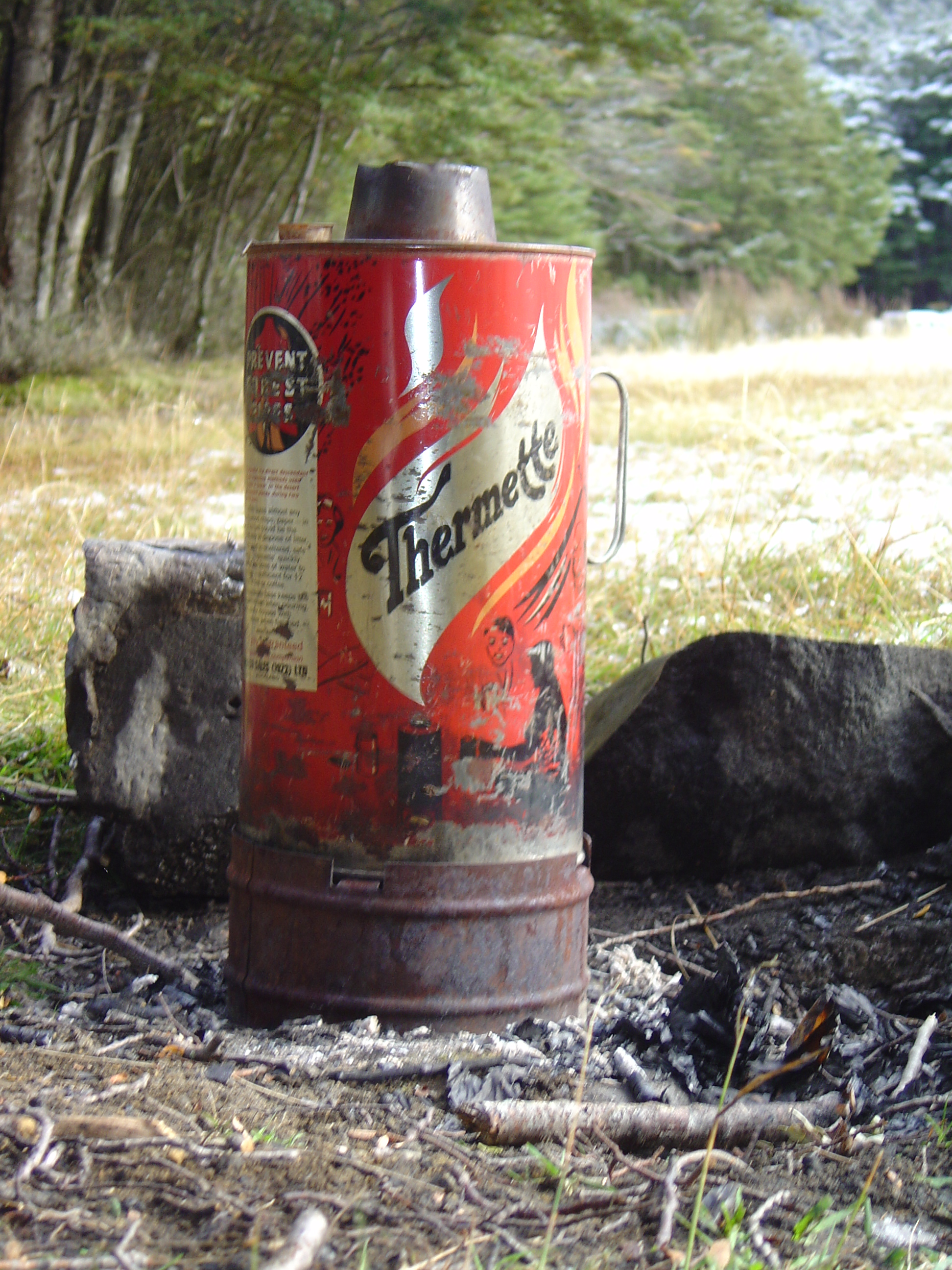
نوعی کتری آتشفشانی متعلق به دهه ۶۰ و ۷۰ میلادی.

کتری آتشفشانی (انگلیسی: Kelly Kettle) نوعی ظرف یا کتری برای جوشاندن آب در بیرون از خانه مثل پیک نیک است.